# Enköpings kommuns moderbolag
Enköpings kommuns moderbolag Aktiebolag är ett svenskt förvaltningsbolag som agerar moderbolag för de verksamheter som Enköpings kommun har valt att driva i aktiebolagsform. Bolaget ägs helt av kommunen.

## Bolag
Företaget har följande dotterbolag:
- Aktiebolaget Enköpings Hyresbostäder
- Ena Energi AB